# Op zoek naar Joods Amsterdam
Op zoek naar Joods Amsterdam is een televisiefilm uit 1975 van regisseur Philo Bregstein over het Joodse leven in Amsterdam van voor de Tweede Wereldoorlog.

## Inhoud
De film gaat over de relatie tussen de Amsterdammers en de Joodse bevolking voor de Tweede Wereldoorlog uitbrak; verschillende vertegenwoordigers van de oorspronkelijke Joodse populatie geven hun visie onder meer over hun beroep, godsdienst en de Jodenbuurt en de film laat de ontwikkeling zien van het socialisme en het culturele leven in Amsterdam. Enkele overlevende Joodse Amsterdammers vertellen hun herinneringen aan de tijd voor de Tweede Wereldoorlog. De documentaire is een zoektocht naar wat over is gebleven aan gebouwen en documenten, die herinneren aan de Joodse inwoners van die tijd. Voorbeelden zijn de Portugese Synagoge met de daarbij behorende bibliotheek Ets Haim en het gebouw van de Algemene Nederlandse Diamantbewerkersbond, in de Henri Polaklaan. Dit gebouw werd indertijd door de diamantbewerkers 'de Burcht' genoemd en staat nu bekend als de Burcht van Berlage.

## Opnamen
De film werd oorspronkelijk gemaakt voor de NCRV ter gelegenheid van het zevenhonderdjarig bestaan van de stad Amsterdam. De film is opgenomen in kleur in het formaat 16mm-film. De Engelse titel luidt In search of Jewish Amsterdam.